# Arecoideae
Arecoideae es una subfamilia de plantas con flores perteneciente a la familia Arecaceae. 
Arecoideae tiene hojas pinnadas y flores en grupos de 3 (tríadas), con una flor carpelada rodeada de dos flores estaminadas (probablemente una sinapomorfía, pero perdida en algunos subgrupos). Dentro de Arecoideae, unos pocos grupos monofiléticos bien definidos son evidentes.
Hyophorbeae (que tiene por ejemplo a Chamaedorea, Hyophorbe), tiene flores imperfectas en líneas.
Cocoeae tiene la inflorescencia asociada con una bráctea persistente, grande, leñosa, y los frutos con endocarpo de aspecto de hueso, triporado, e incluye géneros como Elaeis, Cocos, Syagrus, Attalea, Bactris, Desmoncus, y Jubaea.
Iriarteae (que tiene por ejemplo a Iriartea, Socratea) tiene raíces "stilt", y segmentos de hojas con ápices despuntados y venas divergentes.
La mayoría de las Arecoideae están ubicadas dentro de un Areceae heterogéneo (Baker et al. 2006[18] ), los géneros representativos incluyen a Areca, Dypsis, Wodyetia, Veitchia, Ptychosperma y Dictyosperma. Estas palmeras a veces tienen una estructura formada de una serie de bases de hojas grandes o solapadas, que parece una prolongación vertical del tallo.
Tiene las siguientes tribus.

## Tribus
Según Wikispecies
- Areceae - Caryoteae - Cocoseae - Geonomeae - Iriarteeae - Podococceae - Roystoneae

Según GRIN
- Areceae - Chamaedoreeae - Cocoseae - Euterpeae - Geonomateae - Iriarteeae - Leopoldinieae - Manicarieae - Oranieae - Pelagodoxeae - Podococceae - Reinhardtieae - Roystoneeae - Sclerospermeae